# Джованні Калабрезе
Джованні Калабрезе (італ. Giovanni Calabrese, 30 жовтня 1966) — італійський академічний веслувальник.
Бронзовий призер Олімпійських Ігор 2000 року в складі парної двійки, учасник 1988, 1996 років.
Чемпіон світу 1987 (парні двійки легкої ваги), 1997 (парні четвірки) років, срібний призер 1989 року в складі парної четвірки.